# ネイチャー ナノテクノロジー
『ネイチャー ナノテクノロジー』（英語：Nature Nanotechnology）は、 Nature Publishing Groupが発行している国際科学学術雑誌である。2006年に創刊した。ナノテクノロジーのあらゆる側面をカバーし、高質な研究成果がオリジナル論文として発表されている。原子、分子、高分子といったスケールで物質を操作することによる、構造体、装置、システムなどの設計、特性評価、製造、応用を取り扱っている。2014年のインパクトファクターは34.048でナノサイエンス・ナノテクノロジーカテゴリーで1位。